# توني دايسون
توني دايسون (بالإنجليزية: Tony Dyson)‏ هو مشرف مؤثرات خاصة ‏ بريطاني، ولد في 13 أبريل 1947 في Dewsbury ‏ في المملكة المتحدة، وتوفي في 4 مارس 2016 في غودش في مالطا.

## وصلات خارجية
- توني دايسون على موقع IMDb (الإنجليزية)